# Академія гірничих наук України

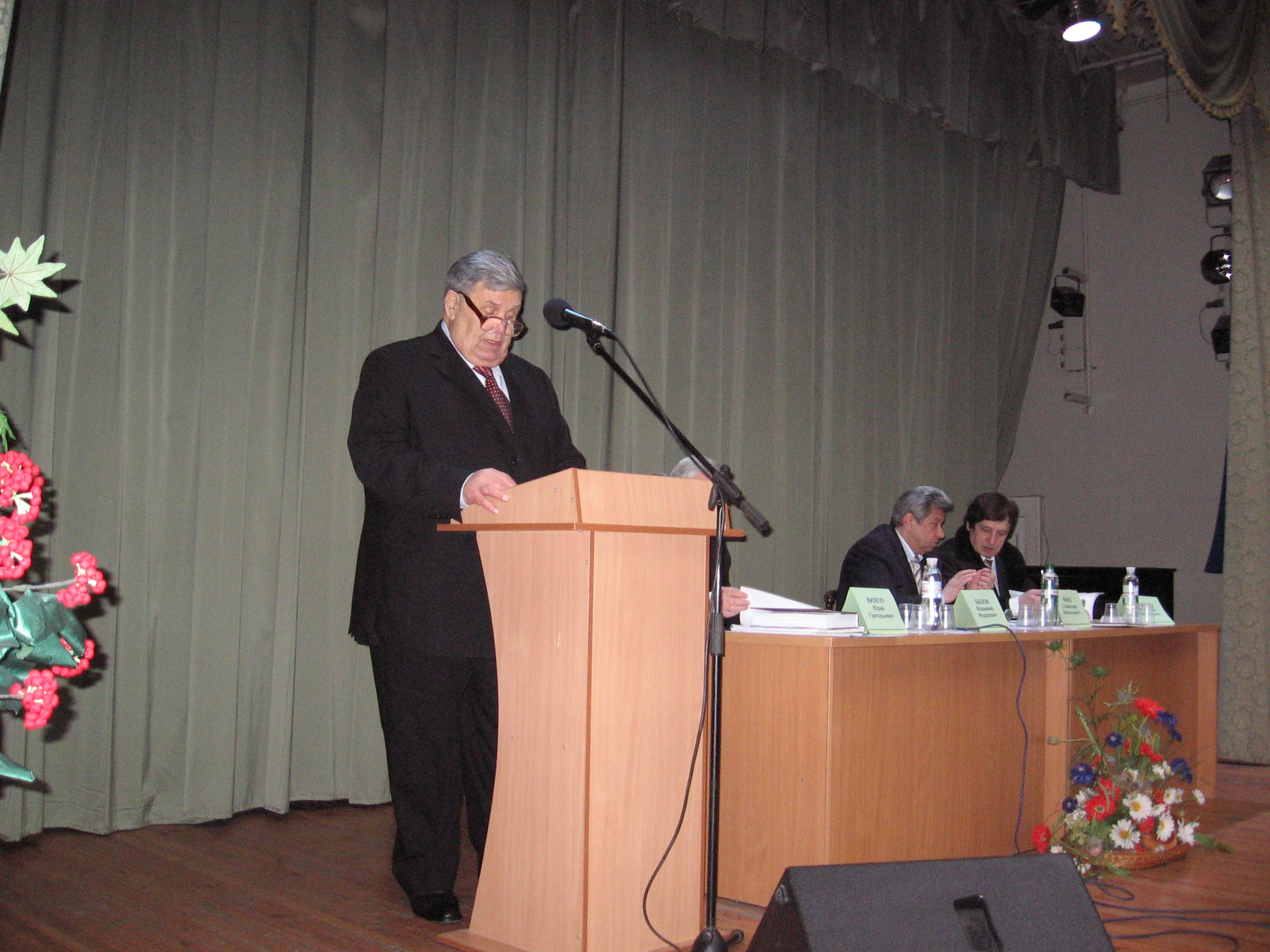
Засідання Академії. Виступає Володимир Федорович Бизов

Акаде́мія гірни́чих нау́к Украї́ни (АГНУ) — громадська наукова організація гірничо-металургійного профілю, яка об'єднує вчених і спеціалістів, трудові колективи підприємств та організацій.

## Загальний опис
Створена в лютому 1991 в Кривому Розі. Станом на 2001 рік мала вісім спеціалізованих і чотирнадцять регіональних відділень, два наукових центри (Донбаський та Дніпропетровський) і один науково-технологічний центр «Підземіндустрія». В них працюють понад 150 штатних і 200 позаштатних працівників, зокрема 134 доктори наук. Має 99 членів-кореспондентів та 47 дійсних членів. Усього за 10 років існування виконано понад 500 науково-дослідних і дослідно-конструкторських робіт, сумарний економічний ефект від їх впровадження становить понад 1 млрд грн. За розробку та впровадження передової техніки і нових технологій 15 членів Академії одержали звання лауреатів Державної премії України в галузі науки і техніки.
З 2000 при АГНУ працює Українсько-Європейський центр підвищення кваліфікації працівників гірничої промисловості, створений у рамках Європейської програми науково-методичної і освітньої допомоги ЄС TACIS.
АГН України має видавництво «Мінерал», яке опублікувало понад 30 монографій і навчальних посібників. Видається журнал «Відомості Академії гірничих наук України». Перспективні плани АГНУ передбачають створення відділення «Вища гірнича та металургійна освіта».
Станом на 2021 академія нараховує 250 + 8 почесних членів, в тому числі 26 іноземних членів, 114 академіків, 136 — член-кореспондентів. Докторів наук — 164, кандидатів наук — 86. Науково-виробничих комплексів — 3, колективних членів АГНУ — 11. АГНУ підтримує зв'язки з науковцями-гірниками в ряді країн світу.

## Президенти АГНУ
- 1991—2011 — Володимир Федорович Бизов
- від 2011 — Вілкул Юрій Григорович

## Нагороди
Відзнака — медаль Академії гірничих наук України на 20-річчя Академії (2011).